# St Kilda, Victoria
St Kilda là một quận nội ô thuộc thành phố Port Phillip ở bang Melbourne, Victoria, Úc. Nơi đây cách trung tâm Thành phố Melbourne 6 km (4 dặm) về phía đông nam. Theo tổng điều tra năm 2021, dân số St Kilda đạt 19,490 người.